# Međunarodna federacija novinara
Međunarodna federacija novinara (IFJ) je najstarija i najveća udruga novinara na svijetu. Sjedište IFJ je u Bruxellesu, u Belgiji.

## Povijest
Utemeljena 1926. godine, ponovo pokrenuta 1946, i opet u sadašnjem obliku 1952. IFJ danas predstavlja oko 600.000 članova u više od 140 država. Službeni jezici IFJ su: engleski, francuski i španjolski.

## Standardi
- IFJ promovira slobodu štampe, socijalnu pravdu preko jakih, slobodnih i neovisnih sindikata novinara;
- IFJ ne podržava bilo koju političku opciju, ali promovira ljudska prava, demokraciju i pluralizam;
- IFJ se protivi diskriminaciji svih vrsta, osuđuje uporabu medija u propagandne svrhe ili kao sredstvo za promociju netolerancije i sukoba;
- IFJ vjeruje u slobodu političkog i kulturnog izražavanja,obranu sindikata i drugih osnovnih ljudskih prava;
- IFJ zastupa novinare u okviru sistema Ujedinjenih naroda, ali i u okviru međunarodnog sindikalnog pokreta.
- IFJ podržava novinare i njihove sindikate kad god se bore za svoja radna i profesionalana prava i osnovala je Medjunarodni sigurnosni fond za pružanje humanitarne pomoći novinarima u nevolji.[1]

## Vanjske poveznice
- Službene stranice